# Ustjanowa Dolna
Ustjanowa Dolna – wieś w Polsce położona w województwie podkarpackim, w powiecie bieszczadzkim, w gminie Ustrzyki Dolne. Przez miejscowość przechodzi droga krajowa nr 84 i linia kolejowa nr 108 Stróże – Krościenko z przystankiem Ustianowa.
Do 30 maja 1953 stanowiła z Ustjanową Górną wspólną jednostkę.
W latach 1975–1998 miejscowość administracyjnie należała do województwa krośnieńskiego.

## Historia
Z 1489 pochodzi pierwsza wzmianka o wsi założonej na prawie wołoskim w dobrach Kmitów. Występowała wówczas pod nazwą Ustyanowa Vola, 1540 Ustianowa, 1678 – Ustyanowa, 1745 – Ustianowa. Słowo pochodzi od węgierskiego imienia Ustyan (Justynian), który prawdopodobnie był zasadźcą wsi i ściągnął tutaj osadników z Węgier.
W 1520 Piotr Kmita Sobieński otrzymał od króla Zygmunta I prawo pobierania myta w Ustjanowej na utrzymanie drogi w należytym stanie. Przywilej królewski mówi, że są liczne bagniste miejsca na tej drodze i nie jest łatwo przejechać przez nie wozami obciążonymi towarami kupieckimi i solą. Piotr Kmita Sobieński do 1553 dziedziczy Ustianową, a po jego śmierci bezdzietna wdowa Barbara Kmita z Herburtów. Po jej śmierci w 1580 brat Stanisław Herburt.
W połowie XIX wieku właścicielami posiadłości tabularnej Ustjanowa Dolna i Ustjanowa Górna byli spadkobiercy Pożakowskiego.
Wierni kościoła rzymskokatolickiego należą do parafii Narodzenia NMP w Ustjanowej Górnej i mają kościół filialny pw. Miłosierdzia Bożego.